# Clásica de San Sebastián 2013
Clásica de San Sebastián 2013 – 33. edycja jednodniowego wyścigu kolarskiego Clásica de San Sebastián odbyła się 27 lipca 2013. Start i meta wyścigu znajdowała się w San Sebastián.
Zwyciężył Francuz Tony Gallopin z grupy RadioShack-Leopard, dla którego było to najważniejsze dotychczasowe osiągnięcie w profesjonalnej karierze. Jedyny polski kolarz startujący w barwach Omega Pharma-Quick Step Michał Kwiatkowski nie ukończył zawodów.

## Uczestnicy
Na starcie tego klasycznego wyścigu stanęło 20 zawodowych ekip, dziewiętnaście drużyn jeżdżących w UCI World Tour 2013 i jedna profesjonalna ekipa zaproszona przez organizatorów z tzw. „dziką kartą”.
Lista drużyn uczestniczących w wyścigu:
| Numery | Kod | Zespół             |
| ------ | --- | ------------------ |
| 1-8    | BEL | Belkin             |
| 11-18  | OGE | Orica-GreenEDGE    |
| 21-28  | LTB | Lotto-Belisol      |
| 31-38  | EUS | Euskaltel-Euskadi  |
| 41-48  | MOV | Movistar Team      |
| 51-58  | RLT | RadioShack-Leopard |
| 61-68  | VCD | Vacansoleil-DCM    |
| 71-78  | LAM | Lampre-Merida      |
| 81-88  | ALM | Ag2r-La Mondiale   |
| 91-98  | FDJ | FDJ                |

| Numery  | Kod | Drużyna                 |
| ------- | --- | ----------------------- |
| 101-108 | TST | Team Saxo-Tinkoff       |
| 111-118 | GRS | Garmin-Sharp            |
| 121-128 | BMC | BMC Racing Team         |
| 131-138 | OPQ | Omega Pharma-Quick Step |
| 141-148 | KAT | Team Katusha            |
| 151-158 | CAN | Cannondale              |
| 161-168 | SKY | Sky Procycling          |
| 171-178 | AST | Astana Pro Team         |
| 181-188 | ARG | Argos-Shimano           |
| 191-198 | CJR | Caja Rural              |

## Wyniki wyścigu
| Miejsce | Zawodnik           | Państwo   | Drużyna                 | Czas       |
| ------- | ------------------ | --------- | ----------------------- | ---------- |
| 1.      | Tony Gallopin      | Francja   | RadioShack-Leopard      | 5h 39' 03" |
| 2.      | Alejandro Valverde | Hiszpania | Movistar Team           | + 28"      |
| 3.      | Roman Kreuziger    | Czechy    | Team Saxo-Tinkoff       | + 28"      |
| 4.      | Mikel Nieve        | Hiszpania | Euskaltel-Euskadi       | + 28"      |
| 5.      | Nicolas Roche      | Irlandia  | Team Saxo-Tinkoff       | + 29"      |
| 6.      | Mikel Landa        | Hiszpania | Euskaltel-Euskadi       | + 36"      |
| 7.      | Moreno Moser       | Włochy    | Cannondale              | + 51"      |
| 8.      | Pieter Serry       | Belgia    | Omega Pharma-Quick Step | + 51"      |
| 9.      | Bauke Mollema      | Holandia  | Belkin                  | + 51"      |
| 10.     | Arnold Jeannesson  | Francja   | FDJ                     | + 51”      |